# Белфаст (Мејн)
Белфаст (енгл. Belfast) град је у америчкој савезној држави Мејн.

## Демографија
По попису из 2010. године број становника је 6.668, што је 287 (4,5%) становника више него 2000. године.
| Група             | 2000.         | 2010.         |
| Белци             | 6.202 (97,2%) | 6.399 (96,0%) |
| Афроамериканци    | 18 (0,3%)     | 32 (0,5%)     |
| Азијати           | 18 (0,3%)     | 26 (0,4%)     |
| Хиспаноамериканци | 44 (0,7%)     | 78 (1,2%)     |
| Укупно            | 6.381         | 6.668         |